# Megachile simlaensis
Megachile simlaensis là một loài Hymenoptera trong họ Megachilidae. Loài này được Cameron mô tả khoa học năm 1909.